# یواس‌اس آنادیلا (ای‌تی‌ای-۱۸۲)
یواس‌اس آنادیلا (ای‌تی‌ای-۱۸۲) (به انگلیسی: USS Unadilla (ATA-182)) یک کشتی بود که طول آن ۱۴۳ فوت (۴۴ متر) بود. این کشتی در سال ۱۹۴۴ ساخته شد.